# Marojala (geslacht)
Marojala is een geslacht van vlinders van de familie spinneruilen (Erebidae), uit de onderfamilie Calpinae.

## Soorten
- M. anophtalma (Viette, 1966)
- M. anophthalma Viette, 1966
- M. butleri (Viette, 1966)
- M. signata (Butler, 1880)